# Rubidium-strontiumdatering
Rubidium-strontiumdatering is een methode van radiometrische datering die gebruikmaakt van het verval van rubidium naar strontium. Vanwege de hoge halveringstijd wordt deze methode vooral in de geologie gebruikt. Rubidium is een incompatibel alkalimetaal dat in kleine hoeveelheden in veel gesteentevormende mineralen voorkomt, waar het kalium kan substitueren.

## Methode
De kernreactie voor het verval is:
{\displaystyle {\ce {^87Rb -> ^87Sr + \beta^{-}}}}
De halveringstijd van deze reactie is 48 miljard jaar. Voor de datering wordt gebruikgemaakt van een andere isotoop van strontium, 86Sr. De veronderstelde verhouding tussen 86Sr en 87Sr tijdens de blokkeringstemperatuur (oftewel tijdens de vorming van het materiaal) wordt vergeleken met deze verhouding in het onderzochte materiaal om de hoeveelheid 87Sr te meten die door verval uit 87Rb is ontstaan.

## Achtergrond
Omdat rubidium en strontium geochemisch erg verschillende affiniteiten hebben (ze komen in andere verbindingen voor) varieert de verhouding tussen de twee in de natuur sterk. Dit maakt het systeem ideaal voor het opstellen van een isochroon, waarvoor liefst mineralen met zo veel mogelijk verschillende ratio's kunnen worden gemeten.
Zowel rubidium als strontium zijn lithofiele elementen die veel in de gesteenten van de aardkorst voorkomen. Bij stolling van een magma zal strontium (als vervanging voor calcium) in de uitkristalliserende plagioklaas gaan zitten, terwijl rubidium in de smelt blijft. Als ook andere kristallen beginnen te vormen (hornblende, mica's) zal daarin in verhouding meer rubidium zitten, met andere woorden: in dezelfde stollingsgesteenten kan de verhouding tussen de twee erg verschillen per mineraal. Om een ischron op te stellen worden daarom vaak de verschillende mineralen apart gemeten met een massaspectrometer. Soms wordt ook het gehele gesteente gemeten.
De blokkeringstemperatuur van het systeem is rond de 650 °C. De aanname is dat na afkoeling tot onder deze temperatuur geen diffusie meer plaats kan vinden. Een voordeel van de rubidium-strontiummethode ten opzichte van kalium-argondatering is dat het dochterelement strontium minder makkelijk ontsnapt dan argon, een vluchtig edelgas. In tegenstelling tot kalium-argon wordt de verhouding rubidium-strontium daarom veel minder snel beïnvloed door episodes van latere verhitting.
Een nadeel van de methode is dat rubidium en strontium mobiele elementen zijn, en door metasomatisme uit het gesteente gehaald of er juist aan toegevoegd kunnen worden. Of een gesteente met rubidium-strontium kan worden gedateerd hangt of van de metamorfe geschiedenis.

## Toepassingen
Rubidium-strontium datering wordt veel toegepast in de geochronologie, de wetenschap die zich bezighoudt het dateren van gesteenten.
De methode wordt ook toegepast in forensisch onderzoek, paleontologie en archeologie, omdat het ratio 87Sr/86Sr in skeletten of ceramiek hetzelfde is als het gesteente waarop het organisme geleefd heeft of waarvan de ceramiek gemaakt werd. Door dit ratio te meten kunnen vroegere migratiepatronen worden vastgesteld.
De 87Sr/86Sr ratio in zeewater schommelt langs de geologische tijdschaal. Door verschillen in spreidingssnelheden, erosiesnelheden en de ligging van tektonische platen door de tijd wordt strontium in andere isotopenverhoudingen door rivieren naar zee gevoerd. Het ratio 87Sr/86Sr kan in kalksteen worden gemeten dankzij de relatief gemakkelijke opname van strontium in kalk. Het ratio is voor het Kenozoïcum vrij goed bekend, maar voor oudere tijdvakken is dit lastiger vast te stellen.